# Чоботарня (заказник)
Чобота́рня — загальнозоологічний заказник місцевого значення в Україні. Об'єкт природно-заповідного фонду Хмельницької області. 
Розташований у межах Летичівського району Хмельницької області, на південь від смт Летичів. 
Площа 429 га. Статус присвоєно згідно з рішенням облвиконкому від 20.12.1989 року № 203. Перебуває у віданні ДП «Летичівський лісгосп» (Козачанське лісництво, кв. 6-13). 
Статус надано для збереження лісового масиву з переважно дубово-ясеневими насадженнями. Зростають також види, занесені до Червоної книги України: лілія лісова, коручка пурпурова. З тварин водяться сарна, дикий кабан, борсук, лисиця, куниця.